# Capsized!
Capsized! è il nono album in studio long playing del gruppo Circus Devils, pubblicato negli Stati Uniti nel 2011, in vinile e in CD dalla Happy Jack Rock Records. I Circus Devil sono uno dei progetti paralleli di Robert Pollard, leader e fondatore dei Guided by Voices. Tutte le canzoni sono state scritte ed eseguite da Robert Pollard e Todd Tobias con Tim Tobias.

## Tracce
Lato A
1. To England the Tigers
2. Capsized!
3. Cyclopean Runways
4. Legendary Breakfast Code
5. Nully Scully
6. Aerial Poop Show
7. Hangerman Suits
8. Leave the Knife Curtis
9. Vampire Playing a Red Piano

Lato B
1. Double Vission
2. What Wallace?
3. Plate of Scales
4. Siren
5. Henry Loop
6. Stiffs on Parade
7. The Matter of Being Good
8. Gable's Ear Wax
9. End of the Swell
10. Safe on a Vegetable

## Musicisti
- Todd Tobias: strumentazione
- Robert Pollard: voce
- Tim Tobias: strumentazione